# 36.º Batallón de Comandos

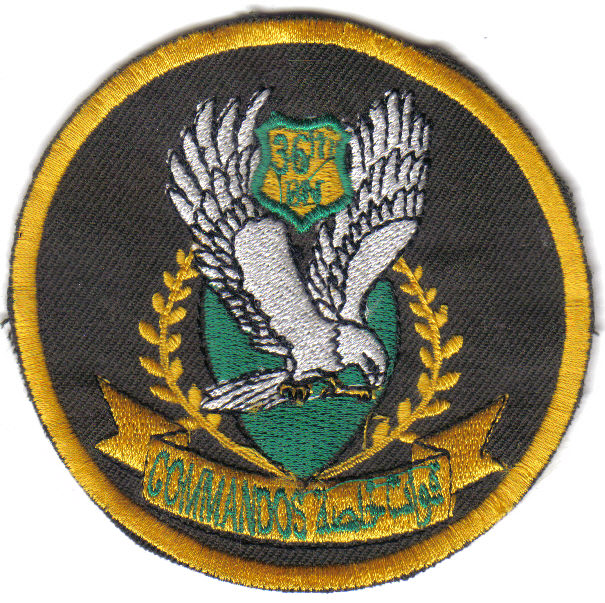
Insignia de la unidad.

El 36º Batallón de Comandos es una de las varias unidades de las Fuerzas Iraquíes de Operaciones Especiales. Surge de la Guardia Nacional Iraquí y se formalizó en acuerdo con el primer ministro Iyad Allawi y personal de la Fuerza Internacional Conjunta para garantizar una fuerza de élite para el país. Fue establecido el 26 de diciembre de 2003 y en la actualidad sigue activo.

## Fuerzas de Operaciones Especiales Iraquíes
Las Fuerzas de Operaciones Especiales Iraquíes (FOEI) fueron creadas el 26 de diciembre de 2003. Es uno de los tres componentes del ejército iraquí, con 674 soldados (2005). En noviembre de 2005, las FOEI se componían de dos batallones de combate y dos de apoyo. En 2008 la fuerza consistía en seis batallones: uno de la Fuerza Nacional Iraquí en Contraterrorismo, tres de Comandos, uno de Apoyo y una unidad especial de reconocimiento.
1ª Brigada de Operaciones Especiales, con base en Bagdad, compuesta por:
- 1.er Batallón de Tropas Especiales.
- 2° Batallón de Contraterrorismo.
- 36° Batallón de Comando.
- 15° Escuadrón de Operaciones Especiales.
- 1.er Batallón de Apoyo.[4]

## 36° Batallón de Comandos
Originalmente parte de la Brigada de Fuerzas de Operaciones Especiales, esta unidad desempeña un papel comparable al de las unidades Ranger estadounidenses durante la guerra contra el terrorismo. Actualmente se le denomina «1.er Batallón de Comandos», componente de la 1.a Brigada de Operaciones Especiales.
A menudo se confunde la unidad con otras autonombradas «Comandos'», posteriores a la creación de la misma; aunque ésta es una de las más experimentadas en combate del ejército iraquí.

## Historia
El 25 de noviembre de 2003 se acordó la decisión entre la Autoridad Provisional de la Coalición, el jefe del Mando Central de los Estados Unidos, el jefe de la Fuerza de Tarea Conjunta 7 y el Consejo de Gobierno Iraquí. Estas instituciones aceptaron formar un batallón de 500 elementos con base en Bagdad, integrando milicianos de cinco partidos políticos; Acuerdo Nacional Iraquí, Congreso Nacional Iraquí, Partido Democrático del Kurdistán, Unión Patriótica del Kurdistán y la Asamblea Suprema Islámica de Irak. Los hombres debían estar bien entrenados, en buena forma física y servirían a la nueva nación iraquí, y no solo a una parte o facción de ella. El batallón inicialmente sería tratado como un Cuerpo de Defensa Civil (CIDC), unidad iraquí bajo la Primera División Blindada (1 AD) de control, pero con el tiempo se trasladaría al control iraquí. Al batallón se le dio la denominación de «CICDC 36a» (Composite-CIDC).
El reto era que esta unidad estuviese operativa en un mes (26 de diciembre de 2003). La CDR CENTCOM encargó a la CJSOTF-AP adjuntar asesores USSF con este batallón y desarrollar este nuevo tipo de operaciones del CIDC: FOB 51 primera Bn. 5.º SFG (A) reencargado AOB 520, ODB (-), tres de la AOD (-) y el 1 de la AOD total contra el desempeño de guerra no convencional (UW) y la acción directa (DA) misiones a pie hasta el 36.o Batallón del CIDC. Los equipos, divididos en fila con 4 compañías de infantería, más un explorador y Pelotón HQ.
El 3 de diciembre de 2003, los partisanos iraquíes enviaron a sus milicianos al Camp Dogwood, situado a unos 20 km al sur de Bagdad, para realizar una semana de entrenamiento básico. Esta fase consistió en la asignación de unidades, y en exámenes médicos e instrucción básica como soldados. Tras la finalización de esta fase se trasladaron al Campamento Falcón, al sur de Bagdad, donde la unidad recibió dos semanas de entrenamiento de operaciones avanzadas. Esta fase se centró en el patrullaje, técnicas de CQB, movimiento urbano y el desarrollo de líderes primarios. Hacia el final de esta fase, la AOD 535 y un equipo de Split desde AOD 534 reemplazaron a los equipos divididos de 521, 523 y 524, 535 -. una compañía, 535 -. B co, 533 -. C co, 533 -. D co, 534 - Scouts y 52 HQ. El NCOIC Scouts era el SFC Brett Walden, quien pagó un alto precio en la Operación Libertad para Irak en el verano de 2005, en la provincia de Nínive.

## Entrenamiento
Los primeros integrantes fueron entrenados por personal de los Marines y de las Fuerzas Especiales estadounidenses. Trabajan en unidades de doce hombres (ingenieros, médicos, especialista en comunicaciones e inteligencia, etcétera).
La evaluación de sus integrantes consiste en la revisión de antecedentes y de habilidades, y de exámenes psicológicos y físicos. El proceso de selección dura 14 días.
Se enfocan en operaciones de guerra no convencional, acción directa, contraterrorismo, supervivencia, habilidades de evasión, así como entrada a fortificaciones y descenso de soga rápida.